# Závadka, Humenné
Závadka este o comună slovacă, aflată în districtul Humenné din regiunea Prešov. Localitatea se află la altitudinea de 152 m deasupra n.m., se întinde pe o suprafață de 5,7 km2 și în 2017 număra 539 de locuitori. Se învecinează cu comuna Humenné.

## Istoric
Localitatea Závadka este atestată documentar din 1556.

## Demografie
| An:                | 1994 | 2004    | 2014   | 2024   |
| ------------------ | ---- | ------- | ------ | ------ |
| Număr de persoane: | 470  | 526     | 534    | 560    |
| Diferență:         |      | +11,91% | +1,52% | +4,86% |

| An:                | 2023 | 2024   |
| ------------------ | ---- | ------ |
| Număr de persoane: | 553  | 560    |
| Diferență:         |      | +1,26% |